# Queijo de Azeitão

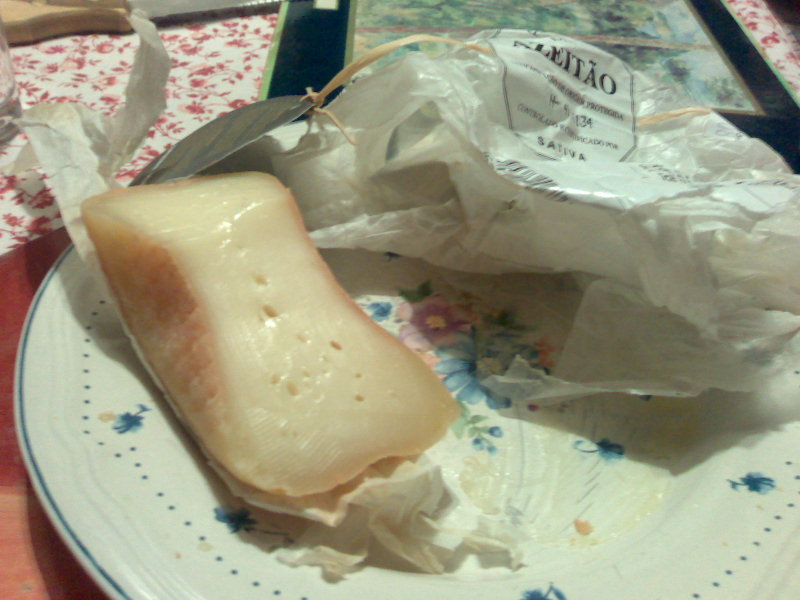
Queijo de Azeitão

Der Queijo de Azeitão, oft nur Azeitão, ist ein portugiesischer halbfester Schnittkäse aus Schafmilch. Seinen Namen hat er von der Gemeinde Azeitão.  Queijo de Azeitão ist seit 1996 eine geschützte Ursprungsbezeichnung.

## Herkunft
Das geografische Erzeugungsgebiet ist auf die Kreise Palmela, Setúbal und Sesimbra beschränkt.

## Geschichte
Bereits im ersten vorchristlichen Jahrhundert sind Juden auf der iberischen Halbinsel nachgewiesen. Die Verbreitung von Käsesorten, die unter Verwendung von pflanzlichen Enzymen dickgelegt wurden, folgt auffällig den jüdischen Wanderungsbewegungen und es wird für möglich gehalten, dass diese Form der Käseherstellung von Juden entwickelt wurde. Der Hintergrund ist das jüdische Speisegesetz, Fleisch und Milch strikt zu trennen: „Du sollst ein Zicklein nicht in der Milch seiner Mutter kochen.“ (Ex 23,19  und Dtn 14,21 ). Das von Schlachttieren gewonnene Lab war als Zutat für Käse ausgeschlossen, mit pflanzlichen Enzymen behandelte Milch wurde hingegen als koscher betrachtet. Ein anderer Anreiz für die Entwicklung dieses Verfahrens könnte in der Knappheit von Lab gelegen haben. Zum einen bedeutete die Schlachtung der noch Milch saugenden Lämmer gegenüber ihrer Aufzucht einen wirtschaftlichen Nachteil. Darüber hinaus war frisches Lab nur im Frühjahr nach dem Ablammen verfügbar, während der restlichen Zeit des Jahres bestand ein Mangel daran. Die ganzjährig verfügbare Distel Cynara cardunculus erleichterte die Käseproduktion.
Die pflanzlichen Enzyme Cyprosin und Cardosin wirken ähnlich wie das im Lab enthaltene Chymosin. Allerdings erbringen sie eine geringere Ausbeute als Lab, und der Käse hat einen vergleichsweise bitteren Geschmack. Zudem ist ihre Wirkung wegen des jahreszeitlich und aus anderen Gründen schwankenden Gehalts in den Pflanzen schwer kalkulierbar. Mit der sicheren Verfügbarkeit tierischen Labs gaben viele Milcherzeuger die traditionellen Verfahren auf und produzierten ihren Käse mit Lab. Im Zuge der stärkeren Wertschätzung regionaler Erzeugnisse wurden die traditionellen Verfahren wieder populär. Zudem sind heute industriell produzierte Pflanzenextrakte verfügbar, die eine gleichbleibende Qualität aufweisen.

## Herstellung
Der Azeitão wird aus Rohmilch von Schafen der portugiesischen Rassen Saloia, Bordaleira, Friserra oder des Merinoschafs hergestellt. Die Milch darf nach dem Melken nicht länger als 48 Stunden bei einer Temperatur von unter 4 °C gelagert werden. Falls die Milch in der Käserei nicht gekühlt werden kann, sollte sie unverzüglich verarbeitet werden. Die Milch wird auf 30 bis 32 °C erwärmt und mit maximal 25 g/l Salz versetzt. Das Dicklegen dauert 45 bis 60 Minuten und erfolgt bei einer Temperatur von 30 bis 40  °C durch Zugabe eines einige Stunden zuvor hergestellten Extrakts aus den Staubblättern einer regionalen Form von Cynara cardunculus. Danach wird die Dickete geschnitten, in Formen gefüllt und zum Entfernen der Molke von Hand gepresst. Die Formen sind mit feinem Tuch ausgelegt, was dem fertigen Käse eine einzigartige Oberflächenstruktur verleiht. Die Herstellung des Queijo de Azeitão ähnelt der des ebenfalls portugiesischen Queijo Serra da Estrela und der spanischen Torta del Casar, die ebenfalls nicht durch die Zugabe von Lab, sondern mit einem wässrigen Pflanzenextrakt dickgelegt werden.
Die Reifung des Azeitão findet in zwei Stufen statt. Zunächst werden die Käselaibe für acht bis zwölf Tage bei 8 bis 14 °C und einer relativen Luftfeuchtigkeit von 65 bis 99 Prozent gelagert. Während dieser ersten Phase werden die Käselaibe täglich gewendet und mit Salzlake oder Trinkwasser gewaschen, es entwickelt sich dadurch eine viskose Schmiere auf der Rinde. Während der ebenfalls acht bis zwölf Tage andauernden zweiten Reifephase werden die Käse bei 10 bis 20 °C und einer relativen Luftfeuchtigkeit von 55 bis 88 Prozent gelagert. Während dieses Zeitraums werden sie mehrmals gewendet und gewaschen.
Um das Jahr 2000 betrug die Jahresproduktion etwa 29 Tonnen.

## Eigenschaften

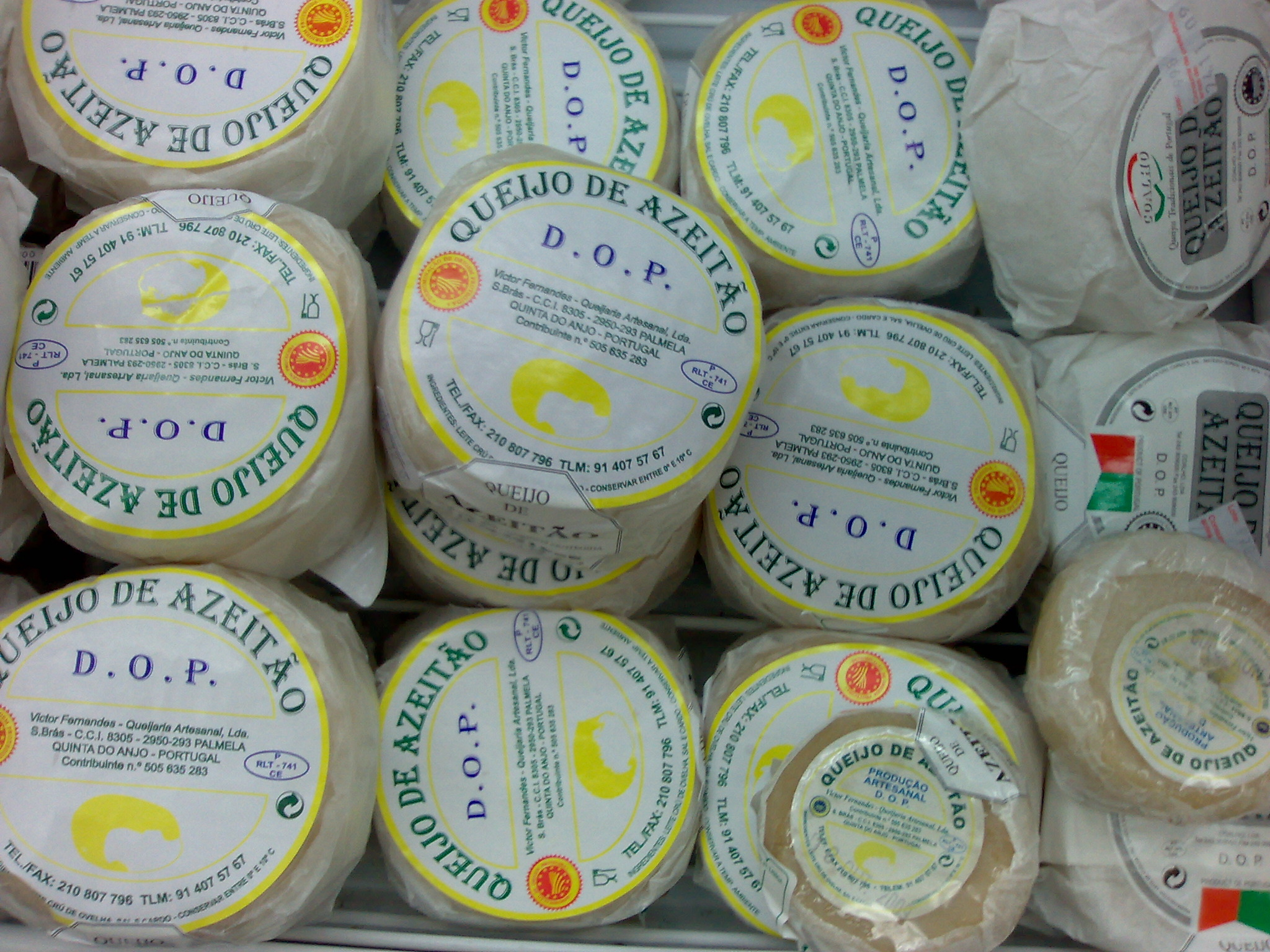
Queijo de Azeitão von drei verschiedenen Produzenten

Der Queijo de Azeitão ist ein kleiner, zylindrischer Käse der in  der normalen Größe bei einem ungefähren Gewicht von 250 g einen Durchmesser von 6 bis 11 cm und einer Höhe von 3 bis 5 cm hat. Außerdem wird er in einer kleinen Ausführung produziert. Diese hat bei einem ungefähren Gewicht von 100 g einen Durchmesser von 5 bis 7 cm und eine Höhe von 2 bis 4 cm. Er hat einen gelben Teig, der nur wenige kleine Löcher aufweist und augenscheinlich an einen Pudding erinnert.
Der leicht saure und salzige, etwas bittere und sehr würzige Geschmack weist Noten von Gras, Kräuter und Nüssen auf und wird als reichhaltig und einzigartig beschrieben. Die Mikroflora weist wie bei anderen Rohmilchkäsen eine große Diversität auf, dominierend sind Arten wie Lactococcus lactis und Lactobacillus casei. Der variable Fettgehalt beträgt mehr als 45 % und weniger als 60 % Fett i.Tr. Der pH-Wert liegt bei 6,0 bis 6,2 nach etwa 20 Tagen Reifung.

## Verzehr
Der Queijo de Azeitão passt gut auf eine Käseplatte. Eine Möglichkeit der Zubereitung als Vorspeise ist das Öffnen des Käselaibs an der Oberseite, um den Teig des Käses in kleine Windbeutel zu füllen und mit Oregano bestreut zu servieren. Als Nachspeise passen zum Azeitão ein Bauernbrot mit nussartigem Geschmack und ein Weißwein wie der Alvarinho oder ein Rotwein wie der Tempranillo.